# Obleganje Sevastopola (1854–1855)
Obleganje Sevastopola (rusko Оборона Севастополя) je bilo obleganje krimskega glavnega mesta Sevastopola v krimski vojni, ki je trajalo od oktobra 1854 do septembra 1855. 
Zavezniki (Francija, Kraljevina Sardinija, Osmansko cesarstvo in Velika Britanija) so se 14. septembra 1854 izkrcali v Evpatoriji in nameravali s 50.000 možmi izvesti zmagovit pohod na Sevastopol, glavno mesto Krima. V tem času so se dogajale bitke  pri Almi (september 1854), Balaklavi (oktober 1854), Inkermanu (november 1854), Črni reki (avgust 1855), Velikem Redanu (september 1855) in končno Malahovskem kurganu (september 1855). Med obleganjem je zavezniška mornarica 17. oktobra 1854 šestkrat s topovi obstreljevala Sevastopol: 17. oktobra 1854 in 9. aprila, 6. junija, 17. junija, 17. avgusta in 5. septembra 1855. 
Obleganje Sevastopola je bilo  eno zadnjih klasičnih obleganj v zgodovini vojskovanja. Mesto Sevastopol je bilo matična luka carske črnomorske flote, ki je ogrožala Sredozemlje. Ruska kopenska vojska se je pred obleganjem umaknila in je zavezniki niso uspeli obkoliti. Obleganje je bilo vrhunec boja za strateško rusko pristanišče in zadnje dejanje krimske vojne. 
Obleganje Sevastopola je bilo tema Sevastopolskih skic, treh kratkih zgodb  krimskega vojaka Leva Nikolajeviča Tolstoja in tema prvega ruskega igranega filma Obleganje Sevastopola. Bitka pri Balaklavi je postala znana po pesnitvi Napad lahke brigade lorda Tennysona in sliki Tanka rdeča črta Roberta Gibba. Panoramo samega obleganja je naslikal ruski slikar Franc Aleksejevič Rubo. 

## Potek

### September 1854
Zavezniki (Francozi, Osmani in Britanci) so se 14. septembra 1854 izkrcali v Jevpatoriji.
Bitka pri Almi (20. september 1854), ki se običajno šteje za prvo bitko krimske vojne (1853–1856), je potekala tik južno od reke Alme. Anglo-francoske sile pod vodstvom Jacquesa Leroya de Saint Arnauda in FitzRoya Somerseta, 1. barona Raglana, so premagale rusko vojsko generala Aleksandra Sergejeviča Menšikova, ki je izgubila okoli 6.000 vojakov.
Francoski in britanski inženirji iz oporišča v Balaklavi so v začetku oktobra začeli graditi oblegovalne linije vzdolž Hersonskega pogorja južno od Sevastopola. Vojaki so pripravili redute, topovske baterije in jarke.
Po odhodu ruske vojske in njenega poveljnika princ Menšikova sta obrambo Sevastopola vodila viceadmirala Vladimir Aleksejevič Kornilov in Pavel Nahimov, ki jima je pomagal Menšikov glavni inženir, podpolkovnik Eduard Totleben. Za obrambo mesta so imeli na voljo 4.500 pripadnikov milice,  2.700 strelcev, 4.400 marincev, 18.500 mornarjev in 5.000 delavcev, skupaj nekaj več kot 35.000 mož. 
Pomorska obramba Sevastopola je vključevala 8 topniških baterij: 3 na severni obali (Konstantinska baterija ali Fort Konstantin, Mihajlovska baterija ali Fort Mihael in baterija št. 4) in 5 na severni obali (Pavlovska baterija ali Fort Pavel, baterija št. 8, Aleksandrovska baterija ali Fort Alexander in baterija št.8). 
Rusi so s potopili nekaj svojih ladij, da bi zaščitili pristanišče. Ladijske topove so uporabili kot dodatno topništvo in ladijske posadke kot marince. Med ladjami, namerno potopljenimi do konca leta 1855, so bili Veliki vojvoda Konstantin, Mesto Pariz, obe s 120 topovi, Hrabri, Cesarica Marija, Česma, Rostislav in Jagondeid, vse s 84 topovi, Kavarna s 60 topovi, Konlefij (54 topv), parna fregata Vladimir, parniki Tunderer, Besarabija, Donava, Odesa, Elbrose in Krein. 

### Oktober 1854
Do sredine oktobra so imeli zavezniki za obstreljevanje Sevastopola pripravljenih približno 120 topov. Rusi so jih imeli približno trikrat toliko.
5. oktobra se je začela topniška bitka. Ruska artilerija je najprej uničila francosko skladišče topniškegs streliva in utišala francosko topništvo. Britanski ogenj se je nato usmeril proti reduti Malakov, ubil admirala Kornilova, utišal večino tamkajšnjih topov in pustil vrzel v obrambi mesta. Britanska in francoska pehota nista napadli in zavezniki so izgubili priložnost za morebitno zmago. Ruske obrambne položaje in obalne baterije so začeli obstreljevati z ladij. V napadu je sodelovalo šest linijskih ladij s parnim pogonom in 21 lesenih ladij z jadri (11 britanskih, 14 francoske in dve osmanski).  Po več kot šest ur trajajočem obstreljevanju je zavezniška flota povzročila malo škode ruski obrambi in obalnim topniškim baterijam, medtem ko je sama  utrpela 340 žrtev. Dve britanski ladji sta bili tako hudo poškodovani, da so ju odvlekli na popravilo v arzenal v Carigrad in sta tam ostali  do konca obleganja. Resno škodo zaradi številnih neposrednih ruskih zadetkov so utrpele tudi druge ladje. Obstreljevanje se je nadaljevalo še naslednji dan. Rusi so celo noč popravljali nastalo škodo. Ta vzorec se je  ponavljal ves čas obleganja. 

### November 1854
Konec oktobra in v začetku novembra sta bili bitki pri Balaklavi in Inkermanu onkraj oblegovalnih črt. Britanska pirova zmaga v Balaklavi je Rusom dvignila moralo in jih prepričala, da so zavezniške črte razpršene in premalo številčne,  po njihovem porazu pri Inkermanu pa so uvideli,  da obleganja Sevastopola ne bo mogoče odpraviti z bitko na polju, in so vojake premestili v mesto na pomoč branilcem. Proti koncu novembra je zimska nevihta uničila zavezniške tabore in oskrbovalne poti. Možje in konji so v slabih razmerah zbolevali in stradali.
Medtem ko je Totleben razširil utrdbe okoli bastiona Redan in redute Malakov,  si je britanski glavni inženir John Fox Burgoyne prizadeval zavzeti Malakov, v katerem je videl ključ do Sevastopola. Začelo se je obleganje, značilno za pozicijsko vojskovanja v prvi svetovni vojni.

### Leto 1855
Zavezniki so spomladi uspeli obnoviti številne oskrbovalne poti. Konec marca 1855 je bila zgrajena glavna krimska železniška proga, ki sta jo gradila izvajalca Thomas Brassey in Samuel Morton Peto. Po njej so lahko iz Balaklave oskrbovali oblegovalce Sevastopola. Zavezniki so obstreljevanje Sevastopola nadaljevali 8. aprila 1855. 28. junija  je zaradi rane na glavi, ki jo je povzročil zavezniški ostrostrelec, umrl admiral Nahimov.
24. avgusta so zavezniki začeli s šestim in najhujšim obstreljevanjem Sevastopola. Tristo sedem topov je izstrelilo 150.000 granat, pri čemer so imeli Rusi dnevno od 2.000 do 3.000 žrtev. 27. avgusta je trinajst zavezniških divizij in ena zavezniška brigada s skupaj 60.000 možmi začelo zadnji napad. Britanski napad na Veliki Redan ni uspel, Francozom pod poveljstvom generala MacMahona pa je uspelo zavzeti reduto Malakov in Mali Redan, zaradi česar je postal ruski obrambni položaj nevzdržen. Do jutra 28. avgusta so ruske sile zapustile južno stran Sevastopola.
Padec Sevastopola je kljub junaški borbi branilcev in za ceno velikih zavezniških izgub privedel do ruskega poraza v krimski vojni. Večina ruskih žrtev je bila pokopana na Bratskem pokopališču v več kot 400 skupnih grobovih. Trije glavni poveljniki (Nahimov, Kornilov in Istomin) so bili pokopani v Grobnici admiralov v stolnici sv. Vladimirja v Sevastopolu, namensko zgrajeni po krimski vojni.

## Bitke med obleganjem
- prvo obstreljevanje Sevastopola (17. oktober 1854)
- bitka pri Balaklavi (25. oktober 1854)
- btka za Mali Inkerman (26. oktober 1854)
- bitka za Inkerman (5. november 1854)
- prekinjen ruski napad na Balaklavo  (10. januar 1855)
- bitka za Jevpatorijo (17. februar 1855)
- prekinjen zavezniški napad na Černajo  (20. februar 1855)
- ruski napad in osvojitev Mamelona (22. februar 1855)
- odbit francoski napad na Bela dela (24. februar 1855)
- drugo obstreljevanje Sevastopola (9. april 1855)
- uspešen britanski napad na strelske jarke (19.april 1855)
- bitka na Karantenskem pokopališču (1. maj 1855)
- tretje obstreljevanje Sevastopola (6. junij 1855)
- uspešni zavezniški napad na Bela dela, Mamelon in Kamnolome (8.-9. junij 1855)
- četrto obstreljevanje Sevastopola (17. junij 1855)
- odbiti napad na Malakov in Veliki Redan (18. junij 1855)
- bitka pri Černaji (16. avgust 1855)
- peto obstreljevanje Sevastopola (17. avgust 1855)
- šesto obstreljevanje Sevastopola (7. september 1855)
- zavezniški napad na Malakov, Mali Redan, Bastijon du Mat in Veliki Redan (8. september 1855)
- ruski umik iz Sevastopola (9. september 1855)

## Usoda sevastopolskih topov
Britanci so topove, zasežene v Sevastopolu, poslali v številna mesta v Veliki Britaniji in več pomembnih mest po imperiju. Nekaj  so jih poslali tudi v Kraljevo vojaško akademijo v Sandhurstu in Kraljevo vojaško akademijo v Woolwichu. Vsi ti topovi so zdaj shranjeni na Kraljevi vojaški akademiji Sandhurst in  razstavljeni ob topovih iz Waterlooja in drugih bitk. Veliko topov, poslanih v britanska mesta, je bilo med drugo svetovno vojno pretaljenih in kasneje zamenjanih z replikami.
Kaskabeli (velik glavič na zadnji strani topa) več topov, zaplenjenih med obleganjen Sevastopola,  naj bi se porabili za izdelavo Viktorijinih križcev,  najvišjega priznanja za hrabrost v britanskih oboroženih silah. Proizvajalec križcev  Hancocks je kasneje ugotovil, da gre za kitajski in ne ruski bron. Topovi v  muzeju Firepower v Woolwichu so bili očitno uliti na Kitajskem in britanske trofeje iz kitajske vojne v 1840. letih.   
Deli gardističnega krimskega vojnega spomenika iz leta 1861, delo  Johna Bella na Waterloo Placeu v St Jamesu v Londonu, so bili uliti iz sevastopolskih topov.

## Sevastopolski zvonovi
Po zasedbi mesta so Britanci kot vojni  trofeji odnesle dva velika zvonova iz cerkve Dvanajstih apostolov. Dva manjša zvonova si je prisvojil in odpeljal podpolkovnik  John St George,  poveljnik  oblegovalnega vlaka britanskega kraljevega topništva. Velika zvonova sta bila razstavljena v kraljevem arzenalu v Woolwichu, preden so večjega odpeljali v Aldershot Garrison, kjer so ga namestili na lesen okvir na Gun Hillu. Leta 1879 so ga preselili v zvonik vojaške bolnišnice v Cambridgeu, zdravstvene ustanove garnizije. Leta 1978 so ga preselili v častniško menzo na Hospital Roadu in pred kratkim v vojašnico St Omer. Drugi zvon je bil odpeljan na grad Windsor in nameščen v Okroglem stolpu in po tradiciji zazvoni samo ob smrti kralja ali kraljice.

## Opomba
1. ↑  V tem članku so vsi datumi po starem (julijanskem) koledarju, ki se za 12 dni razlikuje od sodobnega gregorijanskega koledarja.